# Nowa Bjała reka
Nowa Bjała reka (bułg. Нова Бяла река) – wieś w Bułgarii, w obwodzie Szumen, w gminie Wyrbica. W 2024 roku liczyła 514 mieszkańców.